# Bunchosia argentea
Espèce
Classification APG II (2003)
Bunchosia argentea est une espèce de plantes à fleur famille des Malpighiacées. Elle produit un petit fruit de couleur rouge/orange à la pulpe dense et collante et dont la saveur s'apparente à celle de la figue. Plante indigène de l'Amérique centrale et l'Amérique du Sud, elle est apparentée à l'acérola.

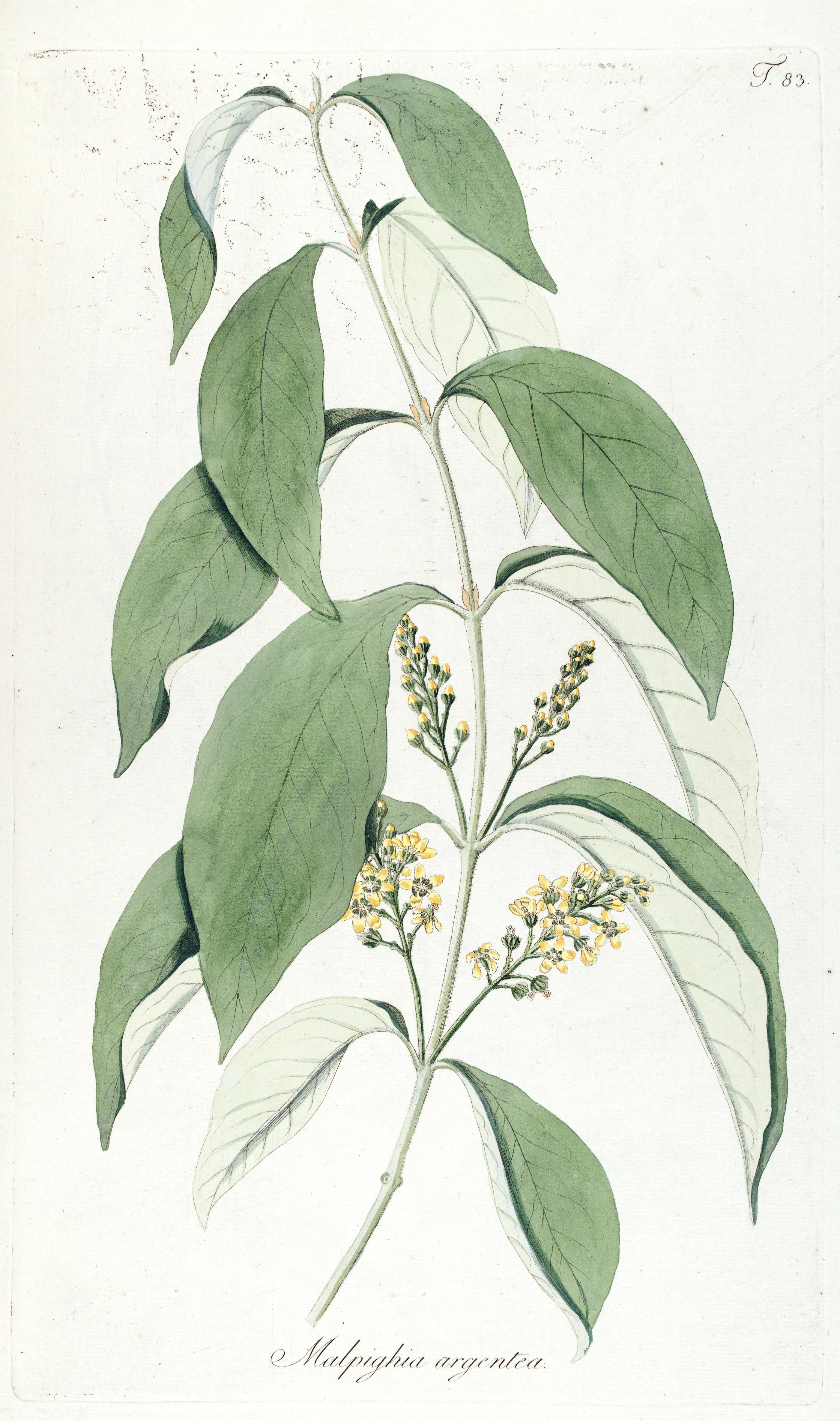
T. 83 Fragmenta botanica, figuris coloratis illustrata.

La saveur peut rappeler celle du beurre d'arachide qui lui vaut son nom anglophone : peanut butter fruit. On le mange surtout tel quel, mais on peut aussi le préparer en gelées, confitures et compotes. Quoiqu'indigène à l'Amérique du Sud, on en cultive dans le Sud de la Floride.

## Confusion avecB. glanduliferaet avec d'autres plantes
Les deux plantes sont très communément confondues, y compris dans la plupart des magasins spécialisés. La différence la plus apparente est dans les feuilles : celles de B. glandulifera sont ondulées sur les bords et sont très peu poilues. Celles de B. argentea sont densément poilues sur les deux faces pour les jeunes plantes et plus tard seulement sur la face interne, ce qui donne une apparence argentée - d'où le nom,,.
B. argentea n'est pratiquement jamais cultivé.
Par ailleurs, le nom anglais Peanut-butter plant est utilisé pour au moins quatre genres de plantes : Melianthus major (pour l'odeur des feuilles), Clerodendrum trichotomum (pour l'odeur des feuilles), Glyptopleura marginata (en) (pour le goût des feuilles), et Bunchosia spp. (pour le goût des fruits).